# Xylocopa appendiculata
Xylocopa appendiculata är en biart som beskrevs av Smith 1852. Xylocopa appendiculata ingår i släktet snickarbin, och familjen långtungebin. Inga underarter finns listade i Catalogue of Life.

## Beskrivning
Xylocopa appendiculata är ett stort bi, över 20 mm långt. Grundfärgen är svart, men mellankroppen har tät, kanariegul päls. Hanen har clypeus (munskölden), ett band över denna och fläckar vid käkarnas bas gula.

## Utbredning
Det ursprungliga utbredningsområdet är Japan och Kina. 2012 och följande år upptäcktes emellertid ett antal individer i Santa Clara County i Kalifornien. Den troliga införselvägen var med timmer innehållande övervintrande honor eller möjligen bon med ägg eller larver.

## Ekologi
Arten är polylektisk, den flyger till blommande växter från många familjer. En kinesisk undersökning identifierade 52 olika växtarter i 27 familjer, med tonvikt på kaprifolväxter och ärtväxter. Xylocopa appendiculata visade också en förkärlek för medelstora blommor med vit, gul eller purpur färg och zygomorfiskt utseende. Biet är också en nektarrövare (likt flera humlor); kan den av någon anledning, till exempel för att blomman är för djup, inte nå ner till nektargömmet med tungan biter den hål på blomman utifrån och suger upp nektarn den vägen.
Som de flesta snickarbin bygger Xylocopa appendiculata sina larvbon i mjukt eller murket trä. Just den här arten brukar också bygga små övervintringsbon belägna separat från larvbona.

## Bildgalleri

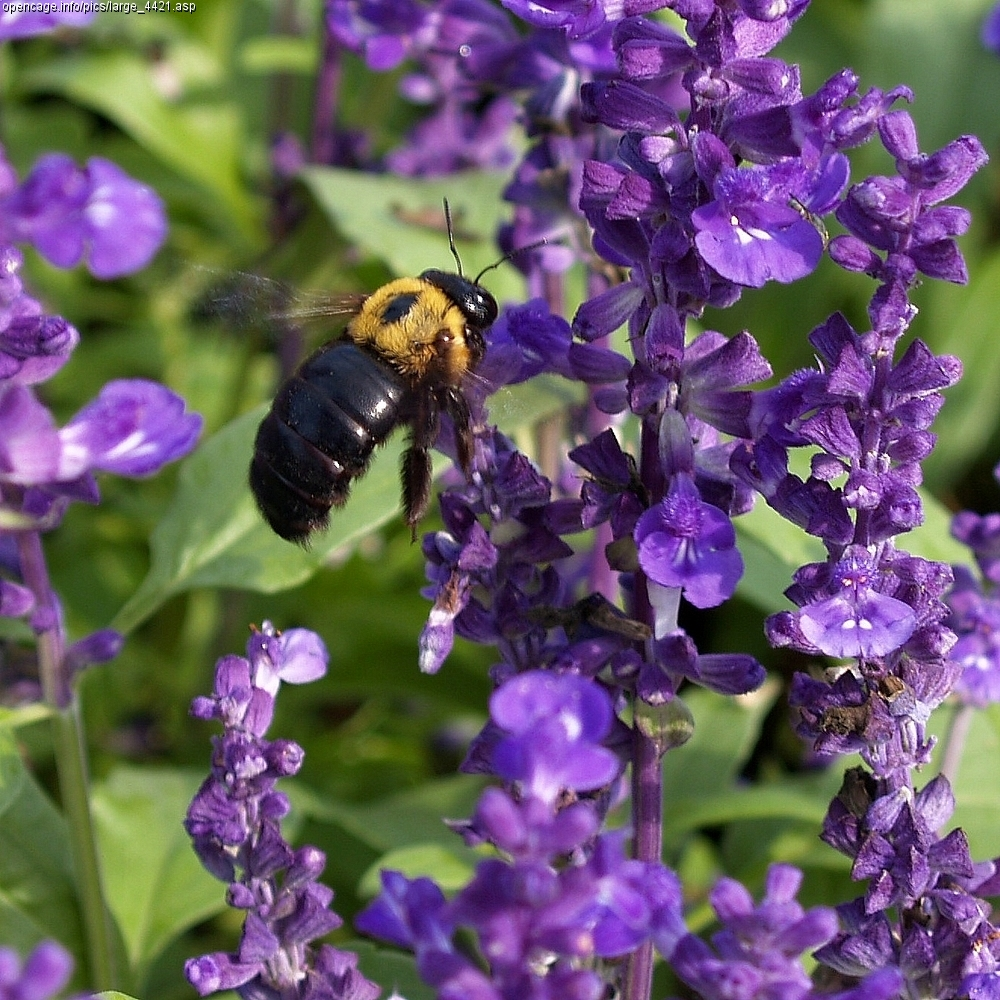
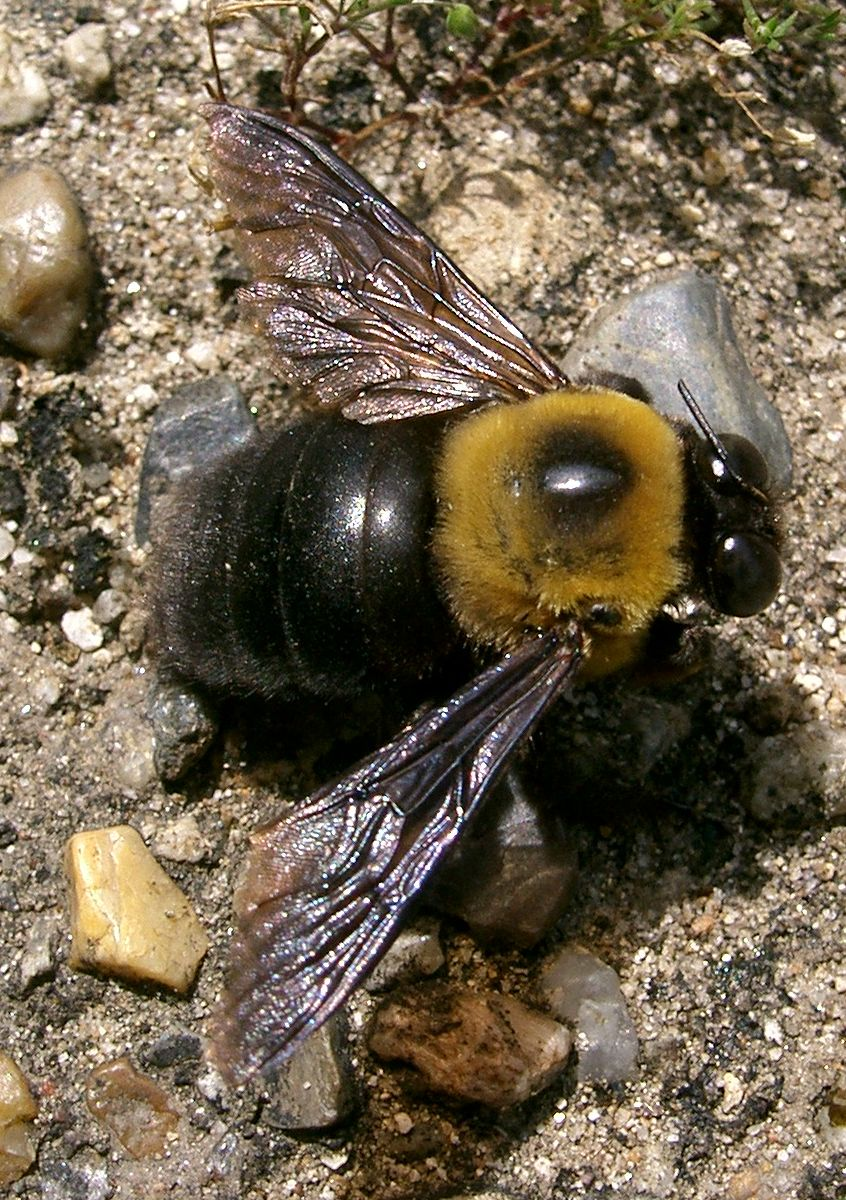